# Coriolan Petranu
Coriolan Petranu (n. 23 ianuarie 1893, Șiria, Arad — d. 17 iulie 1945, Arad) a fost primul istoric de artă român din Transilvania. A fost de asemenea pictor și colecționar de artă. 

## Biografie
A urmat liceul în localitatea natală, după care în anul 1911 a început studiile de jurisprudență și de istoria artei la Universitatea din Budapesta. S-a transferat pentru anii 1912-1913 la Universitatea Friedrich – Wilhelm din Berlin, unde a studiat cu reputatul profesor Adolf Goldschmied. Între anii 1913-1916, Coriolan Petranu a frecventat cursurile de istoria artelor și estetică  ale profesorilor Jozef Strzygowski și Max Dvořák la Universitatea din Berlin (1912-1913) și la Școala Vieneze de Artă (Wiener Schule der Kunstgeschichte) între 1913 și 1916. A obținut la Viena doctoratul în istoria artelor cu teza "Problema conținutului în istoria artelor" coordonată de celebrul  Josef Strzygowski. 
După terminarea studiilor a fost funcționar de specialitatea la Muzeul de artă din Budapesta (1918-1919), la finele războiului devine cadru didactic la Universitatea din Cluj, titularizat din anul 1928. Urmașul său la catedră va fi Virgil Vătășianu, școlit și el la Viena. Ocupă și funcția de inspector general al muzeelor din Transilvania (1920-1922), onorific din 1929,  iar din 1938 predă și la Academia Teologică din Cluj. 
A corespondat cu Henri Focillon timp de două decenii, până la marea conflagrație mondială. A fost activ în gazetele Românul din Arad și Gazeta de Transilvania. 
A fost preocupat constant de arta românească din Transilvania. El distingea două categorii: arta nobiliară și arta populară, iar studiile sale s-au referit la ambele domenii. În activitatea sa a fost influențat de scrierile profesorului său, Josef Strzygowski, adoptând metoda acestuia de a înlocui documentele scrise ca surse primare cu materialul vizual al monumentelor. Tot de la acesta a adoptat conceptul de "Kunstwollen", provenit de la Riegl, devenit central în opera lui, pe care și-a bazat teoria privitoare la originalitatea artei românești din Transilvania, privită ca expresie a unei forțe imanente creatoare. Teoria lui Strzygowski privitoare la originele etnografice ale artei îi facilitau lui Petranu demonstrarea continuității românilor în bazinul carpatic. A încercat să stabilească o relație între arta națională românească și dezvoltarea generală a istoriei artei, transferând metodele de studiu folosite în cercetarea artei occidentale la arta națională.
A fost membru corespondent al Așezământului ASTRA și al Societății de numismatică din România. Academia germană din Munchen îl va numi membru corespondent. 
În 1937, Coriolan Petranu de la Universitatea din Cluj și Leontin Ghergariu au cercetat știintific Biserica de lemn din Bocșa ce urma să fie dărâmată, începand cu 31 mai 1937. Biserica era deja închisă de o jumatate de an, deoarece exista pericolul prabușirii.

### Distincții
- Cavaler al ordinului „Coroana României”, 1923

## Opere publicate (selectiv)
- Inhaltsproblem und Kunstgeschichte  einleitende Studien, Wien, Halm & Goldmann,  1921
- Muzeele din Transilvania, Banat, Crișana și Maramureș, București, Cartea românească, 1922
- Bisericile de lemn din județul Arad. Tipografia și Institutul de arte grafice Drotleff, Sibiu, 1927.
- Revendicările artistice ale Transilvaniei, Arad, 1925
- Monumentele istorice ale județului Bihor. Bisericile de lemn, Sibiu, 1931
- M. Béla Bartók et la musique roumaine, Bucarest, Impr. nat., 1937
- L'art roumain de Transylvanie, Bucarest, 1938
- L'influence de l'art populaire roumain sur les autres nationalités de Transylnaie et sur le peuples voisins, Bucarest, 1939
- Ars Transsilvaniae. Études d'Histoire de l'art transylvain, Krafft & Drotleff, Sibiu, 1944
- Arta românească din Transilvania, Sibiu 1943
- Ars Transsilvaniae : études d'histoire de l'art transylvain, Sibiu, 1944
- Biserica reformată din Sighet și bisericile de lemn din Maramureș, Sibiu, 1944
- Biserica Sf. Nicolae din Brașov și Odoarele ei, Sibiu, 1945.
- Die Renaissancekunst Siebenbürgens neue ungarische Geschitspunkte und Umvertungsversuche, Leipzig, Hirzel, 1944
- Die Kunstdenkmäler der Siebenbürger Rumänen im Lichte der bisherigen Forschung, Cluj / Klausenburg, 1927